# Jeanne-Mance–Viger
Pour les articles homonymes, voir Jeanne Mance (homonymie) et Denis-Benjamin Viger.
Circonscription électorale provinciale du Canada
Jeanne-Mance–Viger est une circonscription électorale provinciale du Québec. Cette circonscription se trouve dans la région administrative de Montréal. 

## Historique
La circonscription de Jeanne-Mance–Viger a été créée lors de la réforme de la carte électorale en 2001. Elle est issue d'une fusion entre les circonscriptions de Jeanne-Mance et de Viger. Ses limites sont inchangées lors de la réforme de la carte électorale de 2011.
Depuis sa création, cette circonscription a toujours été représentée par un député provenant du Parti libéral du Québec.

## Territoire et limites
La circonscription de Jeanne-Mance–Viger correspond exactement au territoire de l'arrondissement montréalais de Saint-Léonard.

## Liste des députés
| Législature                                           | Années       | Député            | Député           | Parti   |
| ----------------------------------------------------- | ------------ | ----------------- | ---------------- | ------- |
| Jeanne-Mance–Viger Créée depuis Jeanne-Mance et Viger |              |                   |                  |         |
| 37e                                                   | 2003–2007    |                   | Michel Bissonnet | Libéral |
| 38e                                                   | 2007–2008    |                   | Michel Bissonnet | Libéral |
| 39e                                                   | 2008–2012    | Filomena Rotiroti |                  | Libéral |
| 40e                                                   | 2012–2014    | Filomena Rotiroti |                  | Libéral |
| 41e                                                   | 2014–2018    | Filomena Rotiroti |                  | Libéral |
| 42e                                                   | 2018–2022    | Filomena Rotiroti |                  | Libéral |
| 43e                                                   | 2022–présent | Filomena Rotiroti |                  | Libéral |

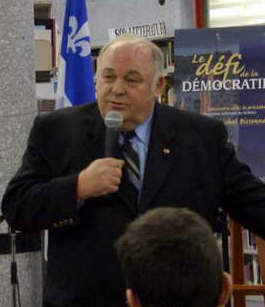
Michel Bissonet est député de Jeanne-Mance–Viger de 2003 à 2008 pour le Parti libéral du Québec.
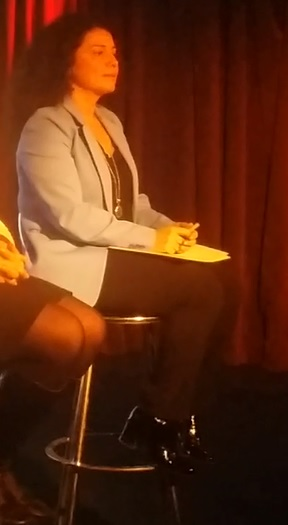
Filomena Rotiroti est député de Jeanne-Mance–Viger depuis 2008 pour le Parti libéral.

## Résultats électoraux

### Évolution pour les principaux partis
| |
| - Parti libéral - Parti québécois - Action démocratique (ancien) - Québec solidaire - Coalition avenir - Parti conservateur |

### Résultats détaillés
|                                                                                             | Nom                          | Parti                    | Nombre de voix | %      | Maj.   |
| ------------------------------------------------------------------------------------------- | ---------------------------- | ------------------------ | -------------- | ------ | ------ |
|                                                                                             | Filomena Rotiroti (sortante) | Libéral                  | 14 471         | 53,9 % | 10 016 |
|                                                                                             | Julie De Martino             | Coalition avenir         | 4 455          | 16,6 % | -      |
|                                                                                             | Chakib Saad                  | Conservateur             | 3 113          | 11,6 % | -      |
|                                                                                             | Marie-Josée Forget           | Québec solidaire         | 2 858          | 10,7 % | -      |
|                                                                                             | Laurence Massey              | Parti québécois          | 1 122          | 4,2 %  | -      |
|                                                                                             | Giovanni Manfredi            | Parti canadien du Québec | 496            | 1,8 %  | -      |
|                                                                                             | Alessandra Szilagyi          | Vert                     | 319            | 1,2 %  | -      |
| Total                                                                                       | Total                        | Total                    | 26 834         | 100 %  |        |
| Le taux de participation lors de l'élection était de 55 % et 495 bulletins ont été rejetés. |                              |                          |                |        |        |

|                                                                                               | Nom                          | Parti              | Nombre de voix | %      | Maj.   |
| --------------------------------------------------------------------------------------------- | ---------------------------- | ------------------ | -------------- | ------ | ------ |
|                                                                                               | Filomena Rotiroti (sortante) | Libéral            | 18 215         | 66,3 % | 13 770 |
|                                                                                               | Sarah Petrari                | Coalition avenir   | 4 445          | 16,2 % | -      |
|                                                                                               | Ismaël Seck                  | Québec solidaire   | 2 237          | 8,1 %  | -      |
|                                                                                               | Marie-Josée Bruneau          | Parti québécois    | 1 523          | 5,5 %  | -      |
|                                                                                               | Sylvie Hétu                  | Vert               | 570            | 2,1 %  | -      |
|                                                                                               | Sylvain Dallaire             | Conservateur       | 391            | 1,4 %  | -      |
|                                                                                               | Garnet Colly                 | Marxiste-léniniste | 83             | 0,3 %  | -      |
| Total                                                                                         | Total                        | Total              | 27 464         | 100 %  |        |
| Le taux de participation lors de l'élection était de 55,3 % et 538 bulletins ont été rejetés. |                              |                    |                |        |        |

|                                                                                               | Nom                          | Parti              | Nombre de voix | %      | Maj.   |
| --------------------------------------------------------------------------------------------- | ---------------------------- | ------------------ | -------------- | ------ | ------ |
|                                                                                               | Filomena Rotiroti (sortante) | Libéral            | 27 007         | 78,5 % | 24 051 |
|                                                                                               | Joanie Harnois               | Parti québécois    | 2 956          | 8,6 %  | -      |
|                                                                                               | Mario Parent                 | Coalition avenir   | 2 820          | 8,2 %  | -      |
|                                                                                               | Stéphanie Charpentier        | Québec solidaire   | 1 154          | 3,4 %  | -      |
|                                                                                               | Melissa Miscione             | Vert               | 379            | 1,1 %  | -      |
|                                                                                               | Garnet Colly                 | Marxiste-léniniste | 73             | 0,2 %  | -      |
| Total                                                                                         | Total                        | Total              | 34 389         | 100 %  |        |
| Le taux de participation lors de l'élection était de 71,1 % et 394 bulletins ont été rejetés. |                              |                    |                |        |        |

|                                                                                               | Nom                          | Parti              | Nombre de voix | %      | Maj.   |
| --------------------------------------------------------------------------------------------- | ---------------------------- | ------------------ | -------------- | ------ | ------ |
|                                                                                               | Filomena Rotiroti (sortante) | Libéral            | 20 912         | 65,4 % | 16 269 |
|                                                                                               | Jean-François Gagné          | Coalition avenir   | 4 643          | 14,5 % | -      |
|                                                                                               | Nicolas Bonami               | Parti québécois    | 4 295          | 13,4 % | -      |
|                                                                                               | Marie-Chantal Locas          | Québec solidaire   | 1 618          | 5,1 %  | -      |
|                                                                                               | Julie Surprenant             | Option nationale   | 410            | 1,3 %  | -      |
|                                                                                               | Garnet Colly                 | Marxiste-léniniste | 104            | 0,3 %  | -      |
| Total                                                                                         | Total                        | Total              | 31 982         | 100 %  |        |
| Le taux de participation lors de l'élection était de 67,4 % et 419 bulletins ont été rejetés. |                              |                    |                |        |        |

|                                                                                             | Nom                 | Parti               | Nombre de voix | %     | Maj.   |
| ------------------------------------------------------------------------------------------- | ------------------- | ------------------- | -------------- | ----- | ------ |
|                                                                                             | Filomena Rotiroti   | Libéral             | 16 433         | 73 %  | 13 054 |
|                                                                                             | Christine Normandin | Parti québécois     | 3 379          | 15 %  | -      |
|                                                                                             | Luigi Verrelli      | Action démocratique | 1 726          | 7,7 % | -      |
|                                                                                             | Céline Giguère      | Québec solidaire    | 554            | 2,5 % | -      |
|                                                                                             | Katia Proulx        | Indépendant         | 281            | 1,2 % | -      |
|                                                                                             | Garnet Colly        | Marxiste-léniniste  | 124            | 0,6 % | -      |
| Total                                                                                       | Total               | Total               | 22 497         | 100 % |        |
| Le taux de participation lors de l'élection était de 47 % et 326 bulletins ont été rejetés. |                     |                     |                |       |        |

|                                                                                               | Nom                         | Parti               | Nombre de voix | %     | Maj.   |
| --------------------------------------------------------------------------------------------- | --------------------------- | ------------------- | -------------- | ----- | ------ |
|                                                                                               | Michel Bissonnet (sortant)  | Libéral             | 20 716         | 68 %  | 16 151 |
|                                                                                               | Carole Giroux               | Action démocratique | 4 565          | 15 %  | -      |
|                                                                                               | Kamal El Batal              | Parti québécois     | 3 659          | 12 %  | -      |
|                                                                                               | Hamadou Abdel Kader Nikiema | Vert                | 790            | 2,6 % | -      |
|                                                                                               | Ramon Villaruel             | Québec solidaire    | 635            | 2,1 % | -      |
|                                                                                               | Stéphane Chénier            | Marxiste-léniniste  | 101            | 0,3 % | -      |
| Total                                                                                         | Total                       | Total               | 30 466         | 100 % |        |
| Le taux de participation lors de l'élection était de 63,3 % et 349 bulletins ont été rejetés. |                             |                     |                |       |        |

|                                                                                               | Nom                        | Parti               | Nombre de voix | %      | Maj.   |
| --------------------------------------------------------------------------------------------- | -------------------------- | ------------------- | -------------- | ------ | ------ |
|                                                                                               | Michel Bissonnet (sortant) | Libéral             | 26 801         | 79,9 % | 22 498 |
|                                                                                               | Robert Larose              | Parti québécois     | 4 303          | 12,8 % | -      |
|                                                                                               | Carole Giroux              | Action démocratique | 2 080          | 6,2 %  | -      |
|                                                                                               | Eddy Guarino               | Bloc pot            | 365            | 1,1 %  | -      |
| Total                                                                                         | Total                      | Total               | 33 549         | 100 %  |        |
| Le taux de participation lors de l'élection était de 67,7 % et 347 bulletins ont été rejetés. |                            |                     |                |        |        |